# توماس جوفرسا
توماس جوفرسا (بالإسبانية: Tomás Jofresa)‏ مواليد 25 يناير 1970 في برشلونة، هو لاعب كرة سلة إسباني. مثّل منتخب بلاده. شارك في دورة الألعاب الأولمبية الصيفية سنة 1992.

## روابط خارجية
- توماس جوفرسا على موقع الاتحاد الدولي لكرة السلة (الإنجليزية)
- توماس جوفرسا على موقع الدوري الإسباني لكرة السلة (الإسبانية)
- توماس جوفرسا على موقع كرة السلة الأوروبية.كوم (الإنجليزية)
- توماس جوفرسا على موقع ريلجم (الإنجليزية)
- توماس جوفرسا على موقع بروبوليرز (الإنجليزية)
- توماس جوفرسا على موقع سبورتس رفرنس (الإنجليزية)
- توماس جوفرسا على موقع أوليمبيديا (الإنجليزية)